# 宗像市
宗像市（むなかたし）は、福岡県の宗像地方に位置する市。福岡県内4地域の区分では福岡地域に該当する。

## 市勢
福岡県の福岡市と北九州市の中間に位置し、響灘・玄界灘に臨む都市であり、大島・地島・沖ノ島も市域に含まれ、東郷地区と赤間地区に主な市街地が形成されている。市制施行前は宗像郡であり、この地域の中心都市である。
北九州・福岡大都市圏を構成する自治体の一つである。1961年に市内を通るJR鹿児島本線が電化されて以降、大規模な宅地開発が相次ぎ、北九州市や福岡市のベッドタウンとして発展を遂げてきた。1980年代までは北九州都市圏のベッドタウンとして北九州市への通勤・通学の流れが優勢であったが、近年は福岡市を中心とする福岡都市圏の発展に伴い、北九州市への流れも一定程度は維持しているものの、福岡市への流れが優勢となっている。都市計画の圏域では福岡都市圏に属する。
市内は観光資源が豊富で、海上安全・交通安全の守護神とされる世界遺産に登録された宗像大社もある。歴史的に日韓友好に尽力していて、また、近年は日新（日本・ニュージーランド）や日勃（日本・ブルガリア）友好にも力を入れている。
国民健康保険制度の参考にされた定札制度が、かつて実施されていた地域である。

## 地理

宗像市主要部周辺の空中写真。
2010年6月5日撮影の25枚を合成作成。。

- 宗像市は、北九州市と福岡市のほぼ中間に位置する。
- 市内東西に国道3号・国道495号線、並行してJR鹿児島本線が走る。響灘および玄界灘の海域と宗像四塚や許斐山・新立山等の山々に囲まれた自然豊かな風土である。
- 漁業や農業も盛んで、下関産の河豚の約半数は宗像産（鐘崎産）の玄海とらふぐである。
- 宗像大社、八所宮、織幡神社、小早川隆景墓所、馬頭観音堂、グローバルアリーナ、宗像ユリックス、城山、許斐山、山田地蔵尊、神湊・鐘崎海水浴場等観光スポットが豊富である。
- 市の名前は宗像、JRの中心駅は赤間駅だが、市役所には東郷駅の方が最寄りである。
- 東郷 - 東福間にある沖ノ原踏切近辺は、鉄道の撮影スポットとして知られている。

### 山岳
- 城山（蔦ヶ嶽）
- 許斐山
- 白山
- 孔大寺山
- 湯川山
- 金山
- 新立山

### 河川
- 釣川

## 気候
夏場の降水量は比較的多く、真夏日も多く現れるため太平洋側気候の特徴を見せるが、冬場は日本海（玄界灘）から北西の季節風が吹きつけるため、曇天の日が多く雨・雪の降る日もあり、冬場の日照時間が短いなどの日本海側気候の特徴も見せる。また日本海沿岸部であるため冬型時は強風（風雪）、波浪注意報が発表されることが多く、時には暴風（暴風雪）・波浪警報が発表される事もある。夏 - 秋にかけては台風の影響も受けやすい。年降水量は1700mm程度で年平均気温は16度前後。
| 宗像（1991年 - 2020年）の気候      | 宗像（1991年 - 2020年）の気候 | 宗像（1991年 - 2020年）の気候 | 宗像（1991年 - 2020年）の気候 | 宗像（1991年 - 2020年）の気候 | 宗像（1991年 - 2020年）の気候 | 宗像（1991年 - 2020年）の気候 | 宗像（1991年 - 2020年）の気候 | 宗像（1991年 - 2020年）の気候 | 宗像（1991年 - 2020年）の気候 | 宗像（1991年 - 2020年）の気候 | 宗像（1991年 - 2020年）の気候 | 宗像（1991年 - 2020年）の気候 | 宗像（1991年 - 2020年）の気候 |
| 月                                 | 1月                           | 2月                           | 3月                           | 4月                           | 5月                           | 6月                           | 7月                           | 8月                           | 9月                           | 10月                          | 11月                          | 12月                          | 年                            |
| ---------------------------------- | ----------------------------- | ----------------------------- | ----------------------------- | ----------------------------- | ----------------------------- | ----------------------------- | ----------------------------- | ----------------------------- | ----------------------------- | ----------------------------- | ----------------------------- | ----------------------------- | ----------------------------- |
| 最高気温記録 °C （°F）             | 20.4 (68.7)                   | 23.5 (74.3)                   | 25.2 (77.4)                   | 30.4 (86.7)                   | 31.8 (89.2)                   | 34.6 (94.3)                   | 36.3 (97.3)                   | 38.2 (100.8)                  | 36.4 (97.5)                   | 32.4 (90.3)                   | 27.5 (81.5)                   | 24.8 (76.6)                   | 38.2 (100.8)                  |
| 平均最高気温 °C （°F）             | 9.7 (49.5)                    | 10.7 (51.3)                   | 13.9 (57)                     | 18.8 (65.8)                   | 23.5 (74.3)                   | 26.4 (79.5)                   | 29.8 (85.6)                   | 31.0 (87.8)                   | 27.4 (81.3)                   | 22.7 (72.9)                   | 17.5 (63.5)                   | 12.1 (53.8)                   | 20.3 (68.5)                   |
| 日平均気温 °C （°F）               | 5.8 (42.4)                    | 6.5 (43.7)                    | 9.4 (48.9)                    | 13.8 (56.8)                   | 18.4 (65.1)                   | 22.2 (72)                     | 26.2 (79.2)                   | 27.0 (80.6)                   | 23.3 (73.9)                   | 18.0 (64.4)                   | 12.7 (54.9)                   | 7.8 (46)                      | 15.9 (60.6)                   |
| 平均最低気温 °C （°F）             | 1.7 (35.1)                    | 1.9 (35.4)                    | 4.4 (39.9)                    | 8.6 (47.5)                    | 13.4 (56.1)                   | 18.6 (65.5)                   | 23.1 (73.6)                   | 23.8 (74.8)                   | 19.7 (67.5)                   | 13.4 (56.1)                   | 7.9 (46.2)                    | 3.3 (37.9)                    | 11.6 (52.9)                   |
| 最低気温記録 °C （°F）             | −5.7 (21.7)                   | −9.2 (15.4)                   | −5.1 (22.8)                   | −1.9 (28.6)                   | 2.8 (37)                      | 5.9 (42.6)                    | 14.4 (57.9)                   | 16.3 (61.3)                   | 6.7 (44.1)                    | 1.1 (34)                      | −1.9 (28.6)                   | −4.7 (23.5)                   | −9.2 (15.4)                   |
| 降水量 mm （inch）                 | 85.7 (3.374)                  | 76.3 (3.004)                  | 119.1 (4.689)                 | 134.4 (5.291)                 | 137.0 (5.394)                 | 230.2 (9.063)                 | 302.4 (11.906)                | 177.1 (6.972)                 | 150.7 (5.933)                 | 84.9 (3.343)                  | 91.2 (3.591)                  | 76.2 (3)                      | 1,665.2 (65.559)              |
| 平均降水日数 （≥1.0 mm）           | 10.5                          | 9.9                           | 10.9                          | 10.3                          | 8.9                           | 11.9                          | 11.1                          | 9.3                           | 9.9                           | 7.4                           | 8.9                           | 9.2                           | 118.3                         |
| 平均月間日照時間                   | 100.1                         | 118.2                         | 159.3                         | 185.4                         | 200.6                         | 139.9                         | 178.8                         | 209.0                         | 164.8                         | 173.1                         | 134.4                         | 106.5                         | 1,870.1                       |
| 出典1：Japan Meteorological Agency |                               |                               |                               |                               |                               |                               |                               |                               |                               |                               |                               |                               |                               |
| 出典2：気象庁                      |                               |                               |                               |                               |                               |                               |                               |                               |                               |                               |                               |                               |                               |

## 歴史
古代より中国や朝鮮との貿易で繁栄した地域で知られ、魏志倭人伝の末盧国と比定する歴史研究者もいる。
宗像大社の神領で世界文化遺産の沖ノ島を持つ。飛鳥時代には、宗像大社が九州唯一の神郡に指定されその範囲は東は遠賀川、南は宮若市、西は新宮町に及んだ。戦国時代には宗像大社の大宮司・宗像氏貞が有力な大名として蔦ヶ嶽城（現・城山）に城を構え、遠賀・鞍手を含む全宗像を他の大名（立花道雪や大友氏など）の侵略から護った。山田事件などが起こったこともあり、怪談話が多い事でも有名である。
- 1954年4月1日 - 宗像郡赤間町・東郷町・吉武村・南郷村・河東村が合併し、宗像町が発足。神興村山田地区を編入（残りの地区は福間町に編入）。
- 1981年4月1日 - 宗像町が市制施行し、宗像市となる。
- 2003年4月1日 - 隣接する宗像郡玄海町と合併し、新制の宗像市が発足。
- 2005年3月20日 - 福岡市沖の玄界灘を震源とする福岡県西方沖地震が発生する。市内では震度5弱を観測し、一部で被害が出た。
- 2005年3月28日 - 宗像郡大島村を編入。これにより、宗像郡は消滅。

### 由来
宗像の地名の由来は、宗像三女神の降臨・鎮座に際してその形代を奉斎したことにより、「身の形」・「身の像」と称したことによる。

### 旧宗像市長
- 天野敏樹（在任: 1981年 - 1988年）
- 瀧口凡夫（在任: 1988年 - 2000年）
- 原田慎太郎（在任: 2000年 - 2003年3月31日）

### 歴代市長
| 代  | 氏名       | 就任年月日    | 退任年月日    | 備考       |
| --- | ---------- | ------------- | ------------- | ---------- |
| 1   | 原田慎太郎 | 2003年4月27日 | 2006年4月4日  | 任期中死去 |
| 2-4 | 谷井博美   | 2006年5月21日 | 2018年5月20日 |            |
| 5-6 | 伊豆美沙子 | 2018年5月21日 |               | 現職       |

## 行政

### 市長
- 伊豆美沙子（2期目）
- 任期：2026年5月20日

### 行政機関

#### 市役所
玄海町との合併前は、人口に対し市役所職員の割合が全国でもっとも少ない市であった。
- 宗像市役所
- 宗像市役所大島行政センター（旧大島村役場）

#### 警察
- 福岡県警察宗像警察署（東郷）
  - 東郷交番（田熊）
  - 赤間駅前交番（土穴）-2011年（平成23年）4月1日に「土穴交番」から改称。
  - 自由ヶ丘交番（自由ヶ丘）
  - 原町交番（光岡）
  - 教育大前交番 （陵厳寺）- 2011年（平成23年）4月1日に「赤間交番」から改称。
  - 宗像大社前駐在所（深田）
  - 神湊駐在所（神湊）
  - 鐘崎駐在所（鐘崎）
  - 池田駐在所（池田）
  - 大島駐在所（大島）

#### 消防・水道
福津市と共同で一部事務組合を設けている。水道事業のうち主な業務は北九州市へ包括委託している。また、水源のうち約3割は同市からの受水である。
- 宗像地区事務組合
  - 事務局（多禮）
  - 宗像地区消防本部（田熊）
    - 宗像消防署赤間出張所（徳重）
    - 福津消防署津屋崎玄海出張所（牟田尻）
    - 宗像消防署大島分遣所（大島）

#### 国の機関
- 宗像区検察庁（田熊）
- 宗像簡易裁判所（田熊）

#### 県の機関
- 福岡県立少年自然の家「玄海の家」（神湊）
- 福岡県宗像総合庁舎（東郷）
- 福岡東県税事務所宗像地区県税相談窓口（田熊）
- 福岡県宗像保健福祉環境事務所（東郷）
- 宗像土木事務所（東郷）
- 宗像交通安全協会（東郷）
- 宗像消費者センター（土穴）
- 福岡県栽培漁業センター（鐘崎）
- 宗像地区急患センター（田熊）
- 宗像地域医療センター（田熊）
- 福岡県宗像児童相談所（田熊）

#### 市の施設
- 宗像ユリックス（久原）
- 宗像市市民活動交流館（久原）
- 宗像市子育て支援センター（久原）
- 宗像市男女共同参画推進センターゆい（久原）
- 宗像市民体育館（須恵）
- 海の道むなかた館（深田・旧アクシス玄海）
- 宗像終末処理場（田熊）

### 姉妹都市・友好交流都市
- 金海市（大韓民国慶尚南道）（1992年姉妹都市締結）
- 西帰浦市城山邑（大韓民国済州特別自治道）（1991年旧玄海町が締結、締結時は南済州郡城山邑）
- カザンラク（2010年友好交流都市締結・2001年より行われているグローバルアリーナでのブルガリアフェスティバルに舞踊団を派遣）

## 議会

### 市議会
- 定数：20人
- 任期：2024年（令和6年）11月1日 - 2028年（令和10年）10月31日

議会運営委員会の他に、常設の3つの常任委員会と特別委員会が設置されている。
- 議会運営委員会
- 常任委員会
  - 総務常任委員会
  - 社会常任委員会
  - 建設産業常任委員会
- 特別委員会

### 県議会
2023年福岡県議会議員選挙
- 選挙区：宗像市選挙区
- 定数：2人
- 執行日：2023年4月9日
- 当日有権者数：79,580人
- 投票率：34.67％

| 候補者名 | 当落 | 年齢 | 党派名     | 新旧別 | 得票数  |
| -------- | ---- | ---- | ---------- | ------ | ------- |
| 井上正文 | 当   | 56   | 自由民主党 | 現     | 9,959票 |
| 福地幸子 | 当   | 62   | 無所属     | 新     | 9,185票 |
| 吉武邦彦 | 落   | 67   | 無所属     | 現     | 7,983票 |

### 衆議院
- 選挙区：福岡4区（宗像市、古賀市、福津市、糟屋郡）
- 投票日：2021年10月31日
- 当日有権者数：369,215人
- 投票率：53.97％

| 当落 | 候補者名   | 年齢 | 所属党派     | 新旧別 | 得票数   | 重複 |
| ---- | ---------- | ---- | ------------ | ------ | -------- | ---- |
| 当   | 宮内秀樹   | 59   | 自由民主党   | 前     | 96,023票 | ○    |
|      | 森本慎太郎 | 43   | 立憲民主党   | 新     | 49,935票 | ○    |
| 比当 | 阿部弘樹   | 59   | 日本維新の会 | 新     | 36,998票 | ○    |
|      | 竹内信昭   | 68   | 社会民主党   | 新     | 11,338票 | ○    |

## 地域

### 人口
| |                                        |  |
| 宗像市と全国の年齢別人口分布（2005年） | 宗像市の年齢・男女別人口分布（2005年） |  |
| ■紫色 ― 宗像市 ■緑色 ― 日本全国 | ■青色 ― 男性 ■赤色 ― 女性              |  |
| 宗像市（に相当する地域）の人口の推移 \| 1970年（昭和45年） \| 40,309人 \| \| \| 1975年（昭和50年） \| 56,194人 \| \| \| 1980年（昭和55年） \| 66,985人 \| \| \| 1985年（昭和60年） \| 71,389人 \| \| \| 1990年（平成2年） \| 78,197人 \| \| \| 1995年（平成7年） \| 86,938人 \| \| \| 2000年（平成12年） \| 92,056人 \| \| \| 2005年（平成17年） \| 94,148人 \| \| \| 2010年（平成22年） \| 95,501人 \| \| \| 2015年（平成27年） \| 96,516人 \| \| \| 2020年（令和2年） \| 97,095人 \| \| |                                        |  |
| 総務省統計局 国勢調査より |                                        |  |
| 1970年（昭和45年） | 40,309人                               |  |
| 1975年（昭和50年） | 56,194人                               |  |
| 1980年（昭和55年） | 66,985人                               |  |
| 1985年（昭和60年） | 71,389人                               |  |
| 1990年（平成2年） | 78,197人                               |  |
| 1995年（平成7年） | 86,938人                               |  |
| 2000年（平成12年） | 92,056人                               |  |
| 2005年（平成17年） | 94,148人                               |  |
| 2010年（平成22年） | 95,501人                               |  |
| 2015年（平成27年） | 96,516人                               |  |
| 2020年（令和2年） | 97,095人                               |  |

### 地区

#### 東郷
- 宗像市の行政の中心。市役所、警察署、裁判所、保健所などはすべて東郷地区にある。
- 1970年代にはジャスコ、ユニード等の大型スーパーが出店して、昭和戦後期に商業の中心地域としても発展していた。旧ジャスコ跡に出店していた西鉄ストアも建物の老朽化のため2015年2月に閉店し、にしてつストアレガネットに建て替えられた。
- 人口22,486人（平成16年6月末現在）
- 東郷・日の里・田熊・村山田・大井などから成る
- 最寄り駅は東郷駅
地名
  - 大井(旧東郷町)
  - 久原(旧東郷町)
  - 田熊(旧東郷町)
  - 東郷(旧東郷町)
  - 用山(旧東郷町)
  - 村山田(旧神興村)
  - 日の里1丁目〜9丁目(1970年、東郷・久原・田熊・村山田・王丸より発足)
  - 大井台(1977年、大井・田熊より発足)
  - 田熊1丁目〜6丁目(田熊より発足)
  - 東郷1丁目〜6丁目(東郷より発足)
  - 和歌美台(1999年、大井より発足)
  - 三倉(2003年、田熊・大井より発足)
  - 平井1丁目〜3丁目(2003年、田熊より発足)
  - 大井南(2008年、大井より発足)

#### 赤間
宗像市の中心拠点と位置付けられた地域である。
赤間駅の北西には「くりえいと宗像」という商業特区があり、サンリブくりえいと宗像や飲食店、生活雑貨店、ゲームセンターなどのロードサイド店舗や医療施設が集積し、駅の南にはビバモール赤間がある。
- 人口55,246人（平成16年6月末現在 自由ヶ丘も含む）
- 赤間営業所・森林都市など西鉄バスの拠点が所在。
- 吉武地区・赤間地区・赤間西（赤間駅周辺）地区・河東地区から成る。
- 最寄り駅は赤間駅・教育大前駅。
地名
  - 吉武地区
    - 武丸（旧吉武村）
    - 吉留（旧吉武村）

  - 赤間地区（広陵台の一部を除き全域が旧赤間町で、陵厳寺、田久、桜美台はコミュニティセンター及び小学校区では赤間地区、消防では赤間西地区）
    - 石丸(旧赤間町)
    - 徳重(旧赤間町)
    - 名残(旧赤間町)
    - 冨地原(旧赤間町)
    - 陵厳寺(旧赤間町)
    - 田久(旧赤間町)
    - 赤間1丁目〜6丁目（徳重・赤間より発足）
    - 赤間文教町（2002年、陵厳寺・石丸より発足）
    - 石丸1丁目〜4丁目（石丸より発足）
    - 徳重1丁目〜2丁目（徳重より発足）
    - 広陵台1丁目〜5丁目（富地原・名残・徳重より発足）
    - アスティ1丁目〜2丁目（2001年、富地原・武丸より発足）
    - 桜1丁目（徳重より発足）
    - 葉山1丁目〜2丁目(1969年、徳重・名残より発足)
    - 緑町(1981年、徳重より発足)
    - 陵厳寺1丁目〜4丁目(陵厳寺より発足)
    - 田久1丁目〜6丁目(2004年、田久より発足)
    - 桜美台(1999年、徳重・田久より発足)

  - 赤間西地区
    - 土穴(旧赤間町)
    - 三郎丸(旧赤間町)
    - 土穴1丁目〜4丁目(2006年、土穴より発足)
    - 赤間駅前1丁目〜2丁目(2006年、土穴・三郎丸より発足)
    - 三郎丸1丁目〜6丁目(2006年、三郎丸より発足)
    - 栄町(1968年、田久・土穴より発足)
    - 大谷(1983年、土穴・須恵・平等寺より発足)
    - 泉ヶ丘1丁目〜2丁目(1985年、三郎丸・平等寺より発足)

  - 河東地区
    - 池浦(旧河東村)
    - 稲元(旧河東村)
    - 河東(旧河東村)
    - 須恵(旧河東村)
    - 平等寺(旧河東村)
    - 山田(旧河東村)
    - ひかりケ丘1丁目〜7丁目(3丁目までが1971年、5丁目までが1976年、7丁目までが1986年、河東から発足)
    - 城西ヶ丘1丁目〜6丁目(2丁目までが1975年、5丁目までが1982年、6丁目は1985年、稲元・河東から発足)
    - くりえいと1丁目〜3丁目(土穴・平等寺・須恵より発足。3丁目は2012年発足。)
    - 樟陽台1丁目〜2丁目(池浦・河東より発足)
    - 天平台(須恵より発足)

#### 自由ヶ丘
赤間駅の南側の1965年（昭和40年代の高度経済成長期）から開発された住宅地が中心の地域である。北部地域は赤間地区から分離した土地で南部は南郷地区から分離した区域である。開発が早かった地域が赤間地区の田久だったこと、住民の殆どが赤間駅利用者であるため赤間地区に含まれる場合もある。
地名
- 自由ヶ丘(旧地区、年不詳)
- 自由ヶ丘1丁目〜11丁目（1丁目・6丁目が1965年、3丁目・5丁目が1966年、2丁目が1968年、4丁目が1969年、7丁目〜9丁目が1970年、10丁目以降は1973年、田久・曲・朝町より発足）
- 自由ヶ丘西町（1975年、田久より発足）
- 自由ヶ丘南1丁目〜4丁目（1丁目から順に1981年、1982年、1983年、（年不詳）、朝町・名残から発足）
- 青葉台1丁目〜2丁目（朝町より発足）

#### 南郷
宗像市南部に位置し、釣川支流の朝町川・高瀬川が流れる。北は東郷、南は宮若市山口、東は赤間、西は福津市と接する。宮若市山口と生活圏が一体である。また、国道3号線の宗像バイパスがあり飲食店、遊戯施設等のロードサイド店舗が多いため、休日は人で賑わう。
- 平安時代は、野坂荘として繁栄した。
- 鞍手郡に属していた時期もある。
- 戦国時代は、宗像大宮司領であった。
- 1911年（明治44年） - 1954年（昭和29年）は、宮田村・野坂村の合併により、宗像郡南郷村が成立していた。
- 大相撲九州場所の季節には原町に武蔵川部屋が陣を張る。
- 人口5,685人（平成16年11月末現在）
- 農地の多い地域である。
- 南郷うどん粉が名物である。
- うどん粉・きな粉をはじめとする特産物を原町の「かのこの里」にて販売。
- 光岡・原町・宮田・曲・朝町などから成る
- 学区は南郷小学校・中央中学校（朝町のみ自由ヶ丘南小学校・自由ヶ丘中学校）。
- 最寄り駅は、東郷駅（一部地域は赤間駅）
- 観光名所としては、許斐山、馬頭観音堂、福岡国際カントリーむなかたゴルフ場などがある。
地名
  - 朝町(旧宮田村→南郷村)
  - 曲(旧宮田村→南郷村)
  - 光岡(旧宮田村→南郷村)
  - 王丸(旧野坂村→南郷村)
  - 大穂(旧野坂村→南郷村)
  - 大穂町(旧野坂村→南郷村)
  - 野坂(旧野坂村→南郷村)
  - 原町(1978年、野坂・光岡より発足)
  - 朝野(1980年、朝町・野坂より発足)
  - 宮田1丁目〜2丁目(2006年、宮田・曲より発足)

#### 玄海

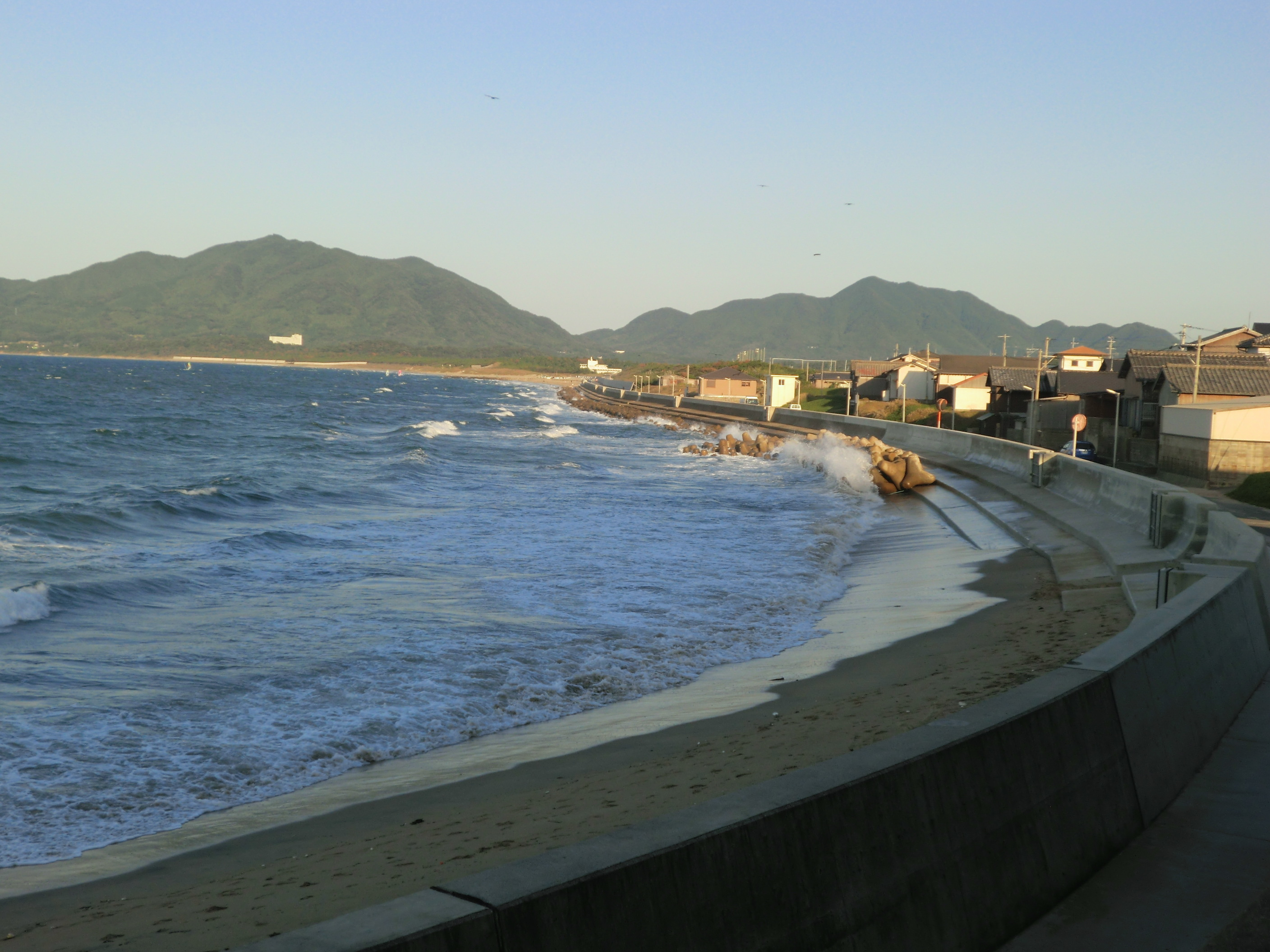
神湊

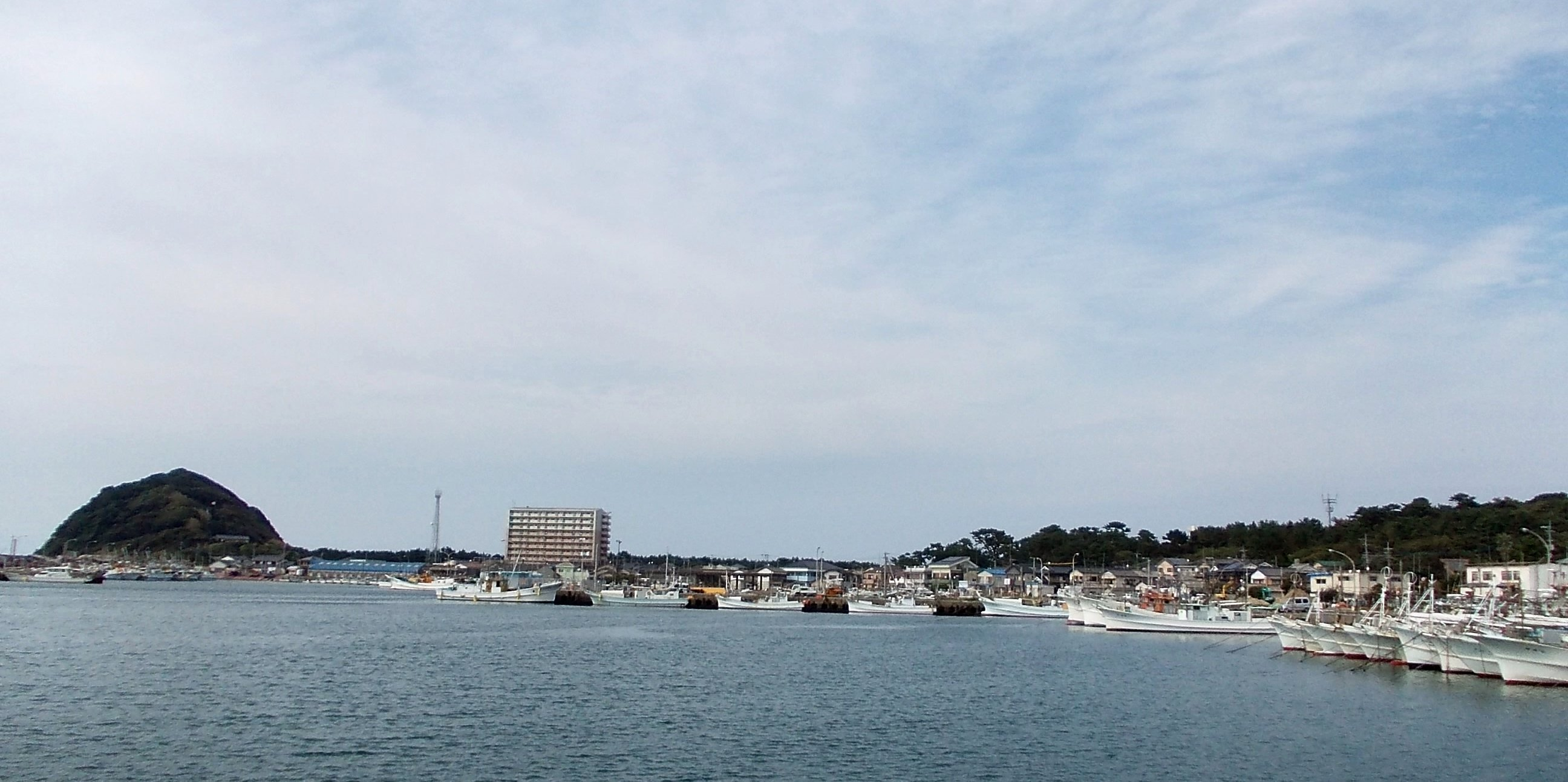
鐘崎漁港

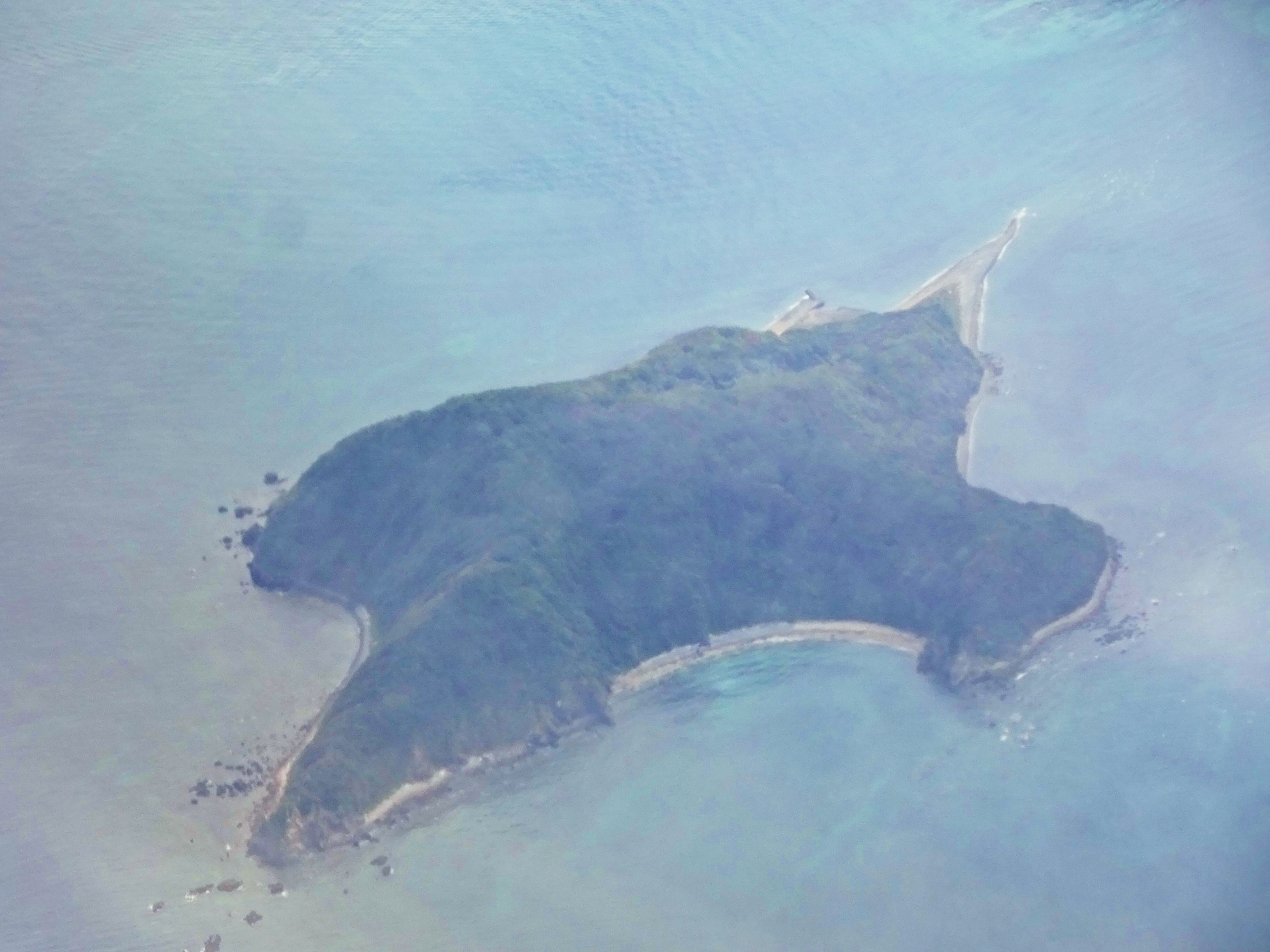
宗像市神湊沖合にある無人島「勝島」

- 鐘崎・神湊・池田・田島などの集落からなる旧玄海町のエリアである。
- 宗像大社・鎮国寺・織幡宮などの社寺がある。
地名
  - 池田(旧池野村)
  - 田野(旧池野村)
  - 江口(旧神湊村)
  - 神湊(旧神湊村)
  - 田島(旧田島村)
  - 多禮(旧田島村)
  - 牟田尻(旧田島村)
  - 吉田(旧田島村)
  - 鐘崎(旧岬村)
  - 上八(旧岬村)
  - 地島(旧岬村)
  - 深田(牟田尻より発足。年不詳)
  - 公園通り1丁目〜3丁目(1998年、池田より発足)

#### 大島
- 旧宗像郡大島村のエリアである。
- 大島と沖ノ島からなる。
地名
  - 大島(合併時に全域が宗像市大島になる。)

#### 開発団地一覧
| 森林都市第1    | 自由ヶ丘1丁目、6丁目                       | 1965年 | 1969年 |
| 東郷           | 日の里1丁目～9丁目、日の里公団住宅1区～3区 | 1965年 | 1970年 |
| 森林都市第2    | 自由ヶ丘3丁目                              | 1966年 | 1966年 |
| 森林都市第3    | 自由ヶ丘5丁目                              | 1966年 | 1966年 |
| 赤間           | 葉山団地／葉山1丁目、葉山団地／葉山2丁目   | 1967年 | 1970年 |
| 赤間駅裏       | 栄町                                       | 1967年 | 1969年 |
| 森林都市第4    | 自由ヶ丘2丁目                              | 1968年 | 1968年 |
| 河東第1        | ひかりヶ丘1丁目～3丁目                     | 1968年 | 1971年 |
| 森林都市第5    | 自由ヶ丘5丁目                              | 1969年 | 1969年 |
| 森林都市中央   | 自由ヶ丘4丁目                              | 1969年 | 1969年 |
| 森林都市第8    | 自由ヶ丘8丁目                              | 1969年 | 1971年 |
| 森林都市第7    | 自由ヶ丘7丁目                              | 1970年 | 1971年 |
| 森林都市第9    | 自由ヶ丘9丁目                              | 1971年 | 1972年 |
| 森林都市第10   | 自由ヶ丘10丁目～11丁目                     | 1972年 | 1975年 |
| 自由ヶ丘・田久 | 自由ヶ丘西町                               | 1974年 | 1976年 |
| 河東第2        | ひかりヶ丘6丁目～7丁目                     | 1974年 | 1976年 |
| 大井           | 大井台                                     | 1974年 | 1978年 |
| ネオポリス第1  | 城西ヶ丘1丁目～2丁目                       | 1974年 | 1982年 |
| 河東第3        | ひかりヶ丘6丁目～7丁目                     | 1979年 | 1986年 |
| 森林都市第11   | 自由ヶ丘南1丁目～3丁目                     | 1980年 | 1985年 |
| 徳重           | 緑町                                       | 1980年 | 1980年 |
| ネオポリス第2  | 城西ヶ丘3丁目～4丁目                       | 1981年 | 1985年 |
| ネオポリス第3  | 城西ヶ丘6丁目                              | 1984年 | 1985年 |
| ネオポリス第4  | 城西ヶ丘5丁目                              | 1985年 | 1986年 |
| 須賀浦         | 天平台                                     | 1985年 | 1991年 |
| 自由ヶ丘第12   | 自由ヶ丘南3丁目～4丁目                     | 1991年 | 1994年 |
| 池ノ谷         | 和歌美台                                   | 1996年 | 1999年 |
| 土穴須恵       | くりえいと                                 | 1999年 | 2002年 |
| 赤間駅北口     | 赤間駅前1丁目～赤間駅前2丁目               | 2004年 | 2017年 |
| くりえいと北   | くりえいと3丁目                            | 2008年 | 2015年 |

## 教育

### 学校教育

#### 大学
- 福岡教育大学
- 日本赤十字九州国際看護大学

#### 短期大学
- 東海大学福岡短期大学（廃校）

#### 高等学校
- 福岡県立宗像高等学校※2015年4月1日に中学校を併設
- 東海大学付属福岡高等学校
- 東海大学付属望星高等学校（福岡校）※2010年募集停止

#### 中学校
県立
- 福岡県立宗像中学校※2015年4月1日開校、高等学校も併設している。

市立
- 宗像市立日の里中学校
- 宗像市立中央中学校
- 宗像市立河東中学校
- 宗像市立自由ヶ丘中学校
- 宗像市立城山中学校
- 宗像市立玄海中学校

#### 小学校
- 宗像市立日の里東小学校
- 宗像市立日の里西小学校
- 宗像市立東郷小学校
- 宗像市立南郷小学校
- 宗像市立吉武小学校
- 宗像市立赤間小学校
- 宗像市立赤間西小学校
- 宗像市立自由ヶ丘小学校
- 宗像市立自由ヶ丘南小学校
- 宗像市立河東小学校
- 宗像市立河東西小学校
- 宗像市立玄海東小学校
- 宗像市立玄海小学校
- 宗像市立地島小学校

#### 義務教育学校
- 宗像市立大島学園

### 社会教育

#### 図書館
宗像市民図書館は、宗像ユリックス図書館を中心として、えほんのへや、須恵分館、深田分館で構成されている。
- 宗像ユリックス図書館（中央館）
- えほんのへや メイトム宗像内
- 須恵分館 河東地区コミュニティセンター（平成24年に閉館した図書室併設の中央公民館跡地）内
- 深田分館 海の道むなかた館内（旧玄海町図書館）

#### コミュニティーセンター
- 吉武地区コミュニティ・センター
- 赤間地区コミュニティ・センター
- 赤間西地区コミュニティ・センター
- 河東地区コミュニティ・センター
- 自由ヶ丘地区コミュニティ・センター
- 南郷地区コミュニティ・センター
- 東郷地区コミュニティー・センター
- 日の里地区コミュニティ・センター
- 池野地区コミュニティ・センター
- 岬地区コミュニティ・センター
- 玄海地区コミュニティ・センター
- 大島地区コミュニティ・センター

#### 博物館・美術館
- 宗像大社神宝館（田島）
- 海の道むなかた館（田島）旧アクシス玄海
- 宗像市民俗資料館（鐘崎）平成22年に閉館となり、建物は岬地区コミュニティセンターとして使用されている。収蔵品に付いては、うみの道むなかた館で展示されているがコミュニティセンター二階にも保存されている[14]。

#### 運動施設
- 市民体育館（稲元）
- 勤労者体育センター（須恵）
- ふれあいの森総合公園グラウンド（河東）
- 宗像ユリックス（久原）
- 自然公園（日の里）
- 運動公園（日の里）
- 日の里9丁目グラウンド（日の里）
- 宗像市運動場（江口）
- 村民運動場（ハダ）
- 明天寺公園（武丸）

## 文化

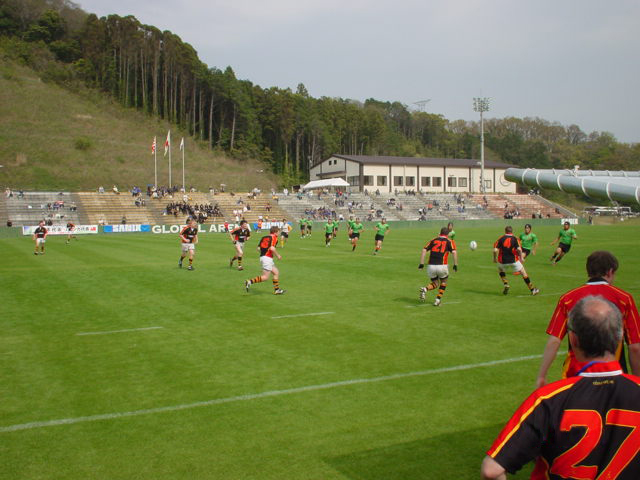
サニックス・ワールド・ラグビー・ユース交流大会（2006年）

- ジャパンラグビーリーグワン宗像サニックスブルース(2014年に福岡サニックスブルースから改名)の本拠地（グローバルアリーナ）であったが、2022年5月31日をもって活動を停止した。
- サニックス・ワールド・ラグビー・ユース交流大会は2000年以来毎年グローバルアリーナで行われる。
- 方言として宗像弁が使われる。

### 観光名所

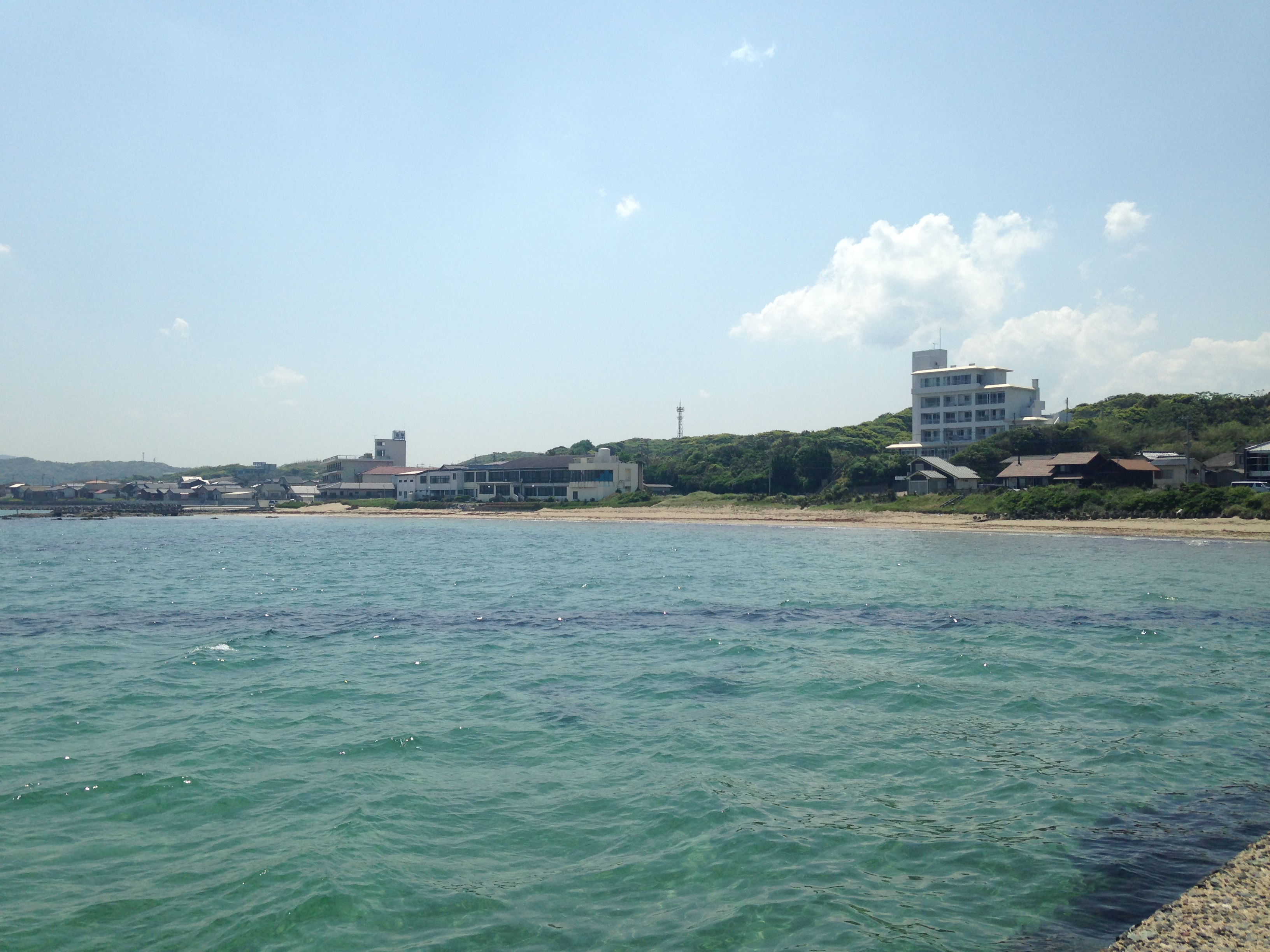
神湊海水浴場

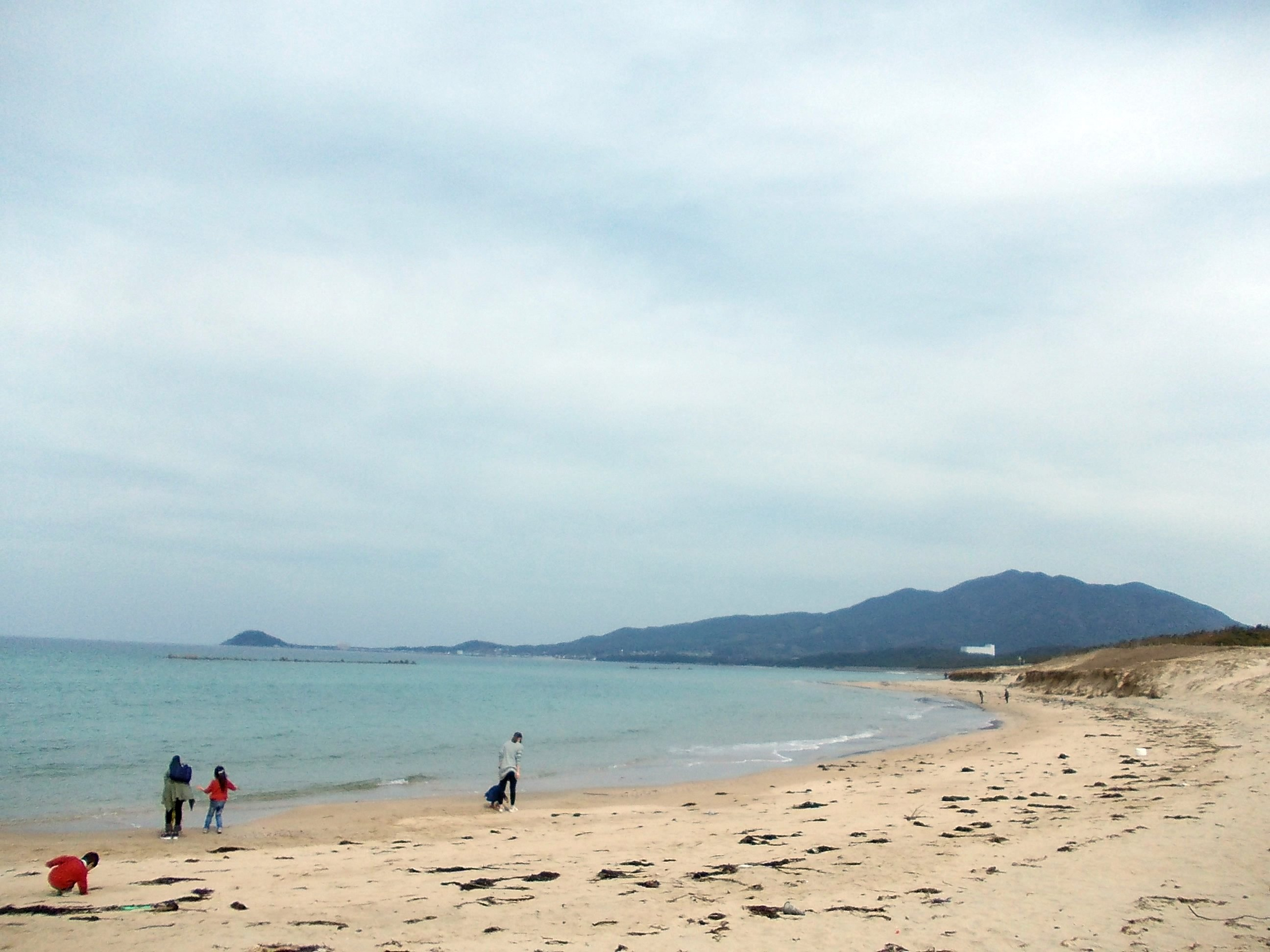
さつき松原海水浴場

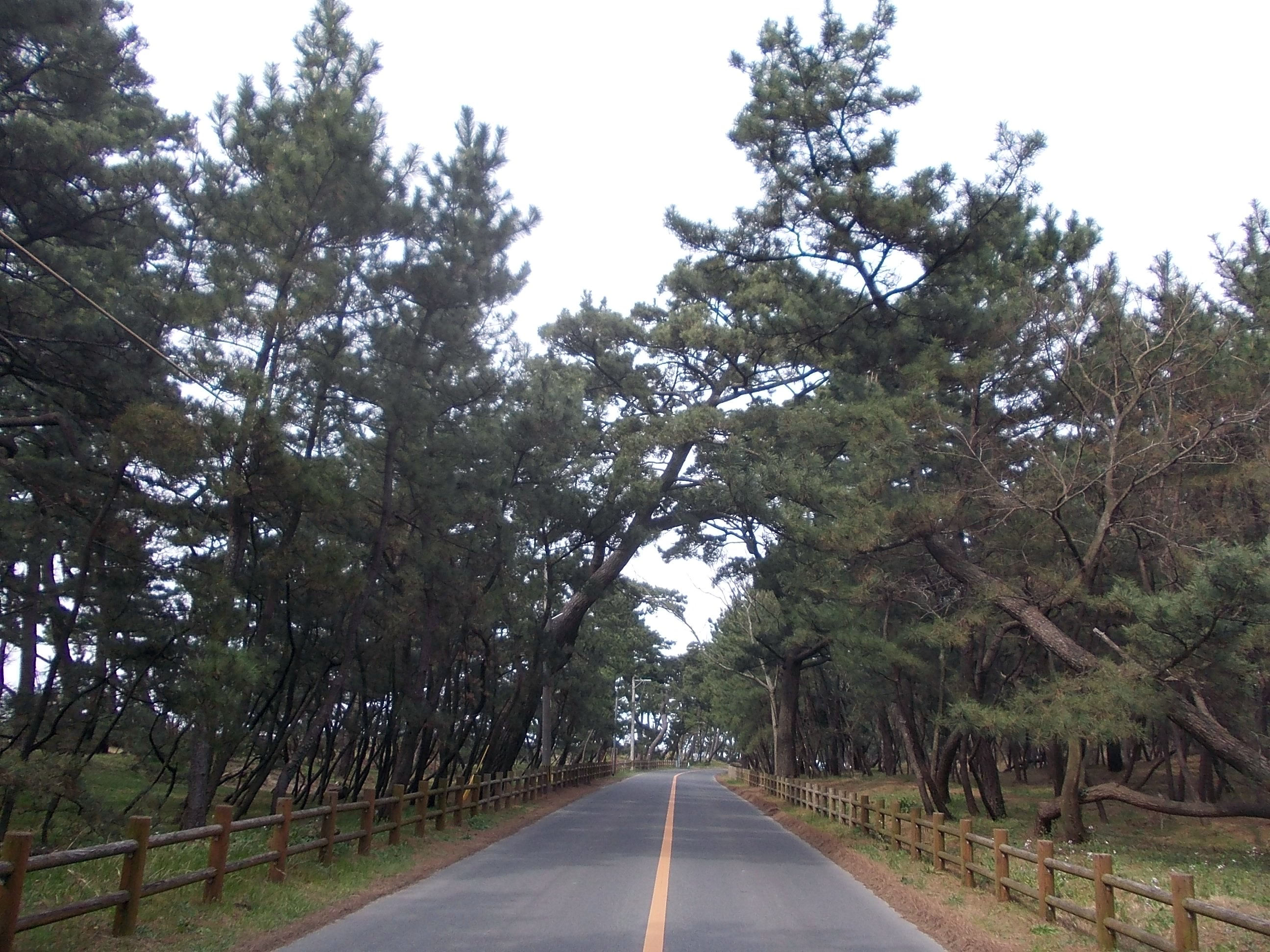
さつき松原

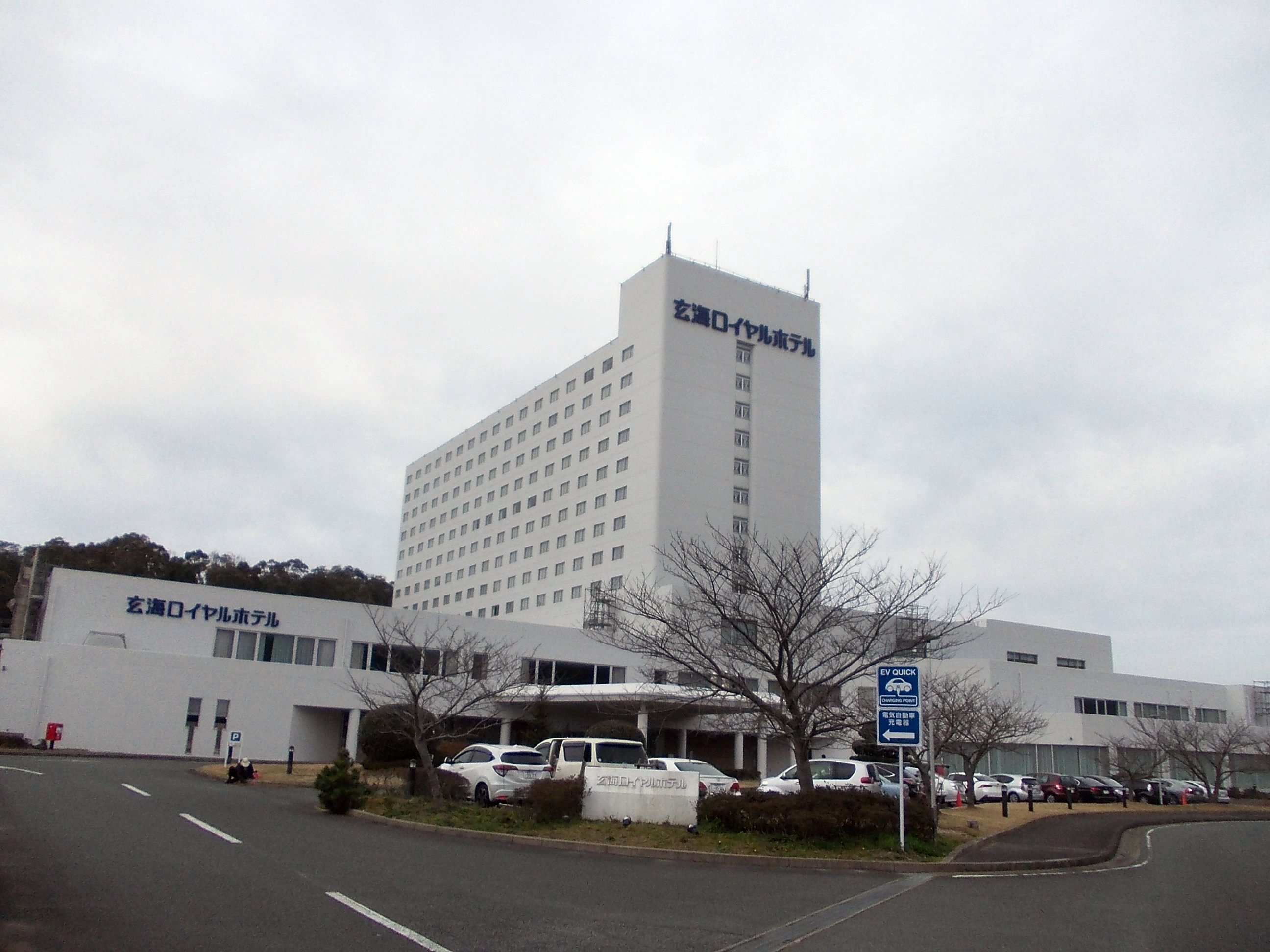
Royal Hotel 宗像

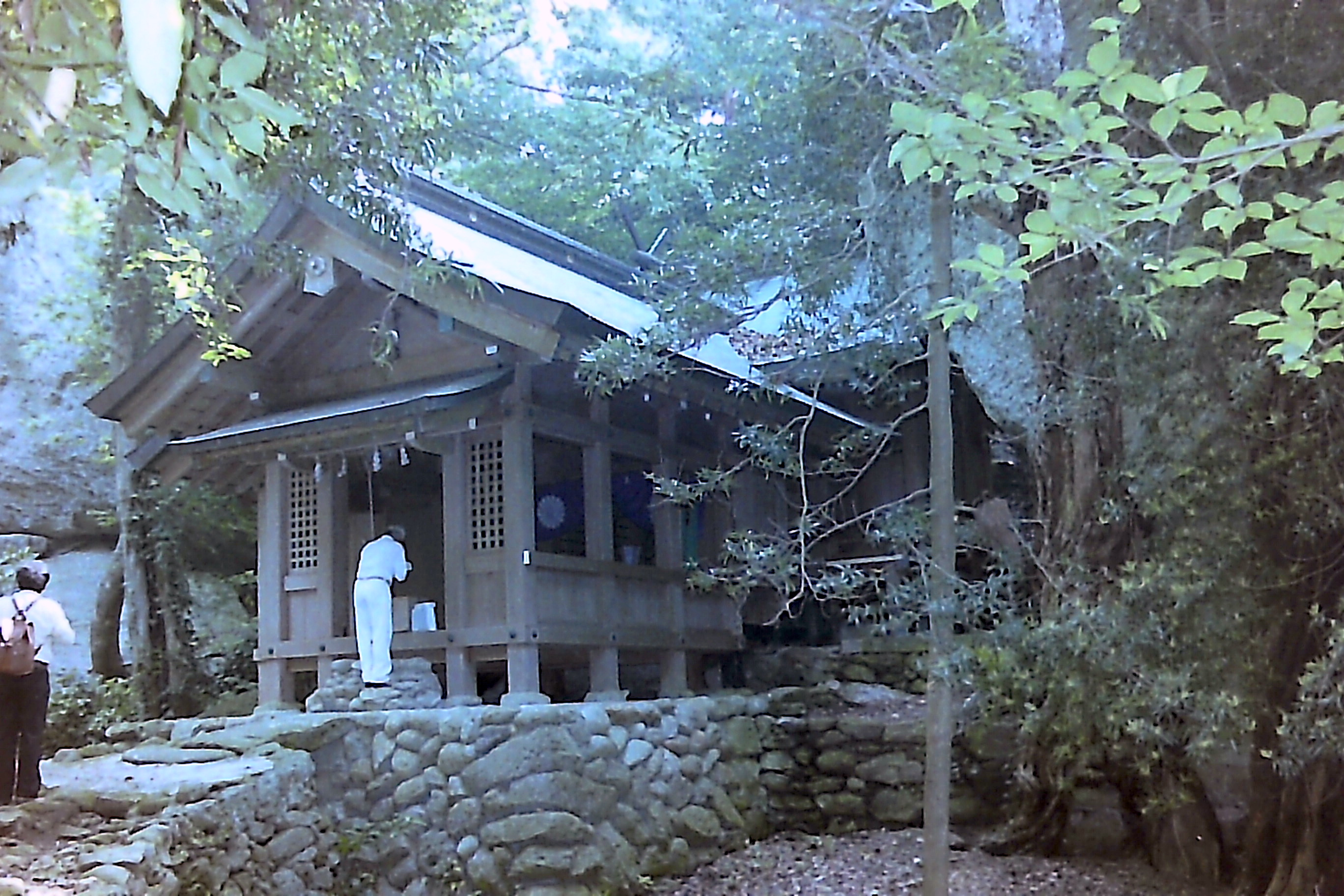
沖ノ島（宗像大社沖津宮）

#### 神社・寺院
- 宗像大社
- 鎮国寺
- 承福寺（宗像氏貞の墓所）
- 織幡神社
- 平山天満宮
- 光岡八幡宮
- 山田地蔵尊
- 摩利支神社
- 八所宮
- 宗生寺（小早川隆景の墓所）
- 馬頭観音堂
- 大歳宮
- 藤原山浄蓮寺

#### 海水浴場・砂浜
- 神湊海水浴場
- 鐘崎深浜海水浴場
- さつき松原海水浴場
- さつき松原

#### 遺跡
- 上八貝塚
- 田熊石畑遺跡（国の史跡）田熊石畑遺跡歴史公園 いせきんぐ宗像
- 桜京古墳（国の史跡）
- 広陵台古墳公園

#### 温泉
- 玄海さつき温泉（メルキュール福岡宗像リゾート＆スパ）
- 王丸温泉 （宗像王丸・天然温泉 やまつばさ）

#### ゴルフ場
- 福岡国際カントリーむなかたゴルフ場
- 玄海ゴルフクラブ
- ユーアイゴルフクラブ宗像

#### 総合施設
- 宗像ユリックス
- 正助ふるさと村
- グローバルアリーナ

### 祭事・イベント
- 宗像大社秋季大祭 - 10月1日から3日まで開催。宗像大社で祭事が行われるほか、10月1日の「みあれ祭」では多数の漁船が海上を巡行する。
- 宗像フェス - 毎年9月前後に開催される音楽フェスティバル。ただし年によっては宗像市外で開催されることがある。

## 経済・産業

### ゆるキャラ
- キラリ姫
- 宗像のテンちゃん（非公認）
- 宗像弁を話す犬として、宗像市非公認キャラクターマチ犬が存在する[15]。

### 郵便局
- 宗像郵便局（自由ヶ丘）
  - 宗像自由ヶ丘郵便局（自由ヶ丘）
  - 宗像赤間郵便局（赤間）
  - 赤間駅前郵便局（土穴）
  - 宗像ひかりヶ丘簡易郵便局（河東）
  - 吉武簡易郵便局（武丸）
  - 宗像東郷郵便局（東郷）
  - 宗像田熊郵便局（田熊）
  - 日の里団地内郵便局（日の里）
  - 南郷郵便局（原町）
  - 池野郵便局（池田）
  - 鐘崎郵便局（鐘崎）
  - 神湊郵便局（神湊）
  - 宗像大社前郵便局（深田）
  - 大島郵便局（大島）

### 農業
- 宗像農業協同組合

### 名物・名産
- 玄海とらふぐ
- 鎮国饅頭
- 正助だんご
- むなかたの空豆
- 宗像大社せんべい
- 幸福餅
- はとむぎあられ
- ニューサマーオレンジ
- アワビ
- サザエ
- ウニ
- のうさば
- 玄海活いか
- 釣りアジ玄ちゃん（アジ）
- ケール（青汁）
- ミカン
- いちじくジャム
- イチゴ
- ツバキ
- 大豆
- オクラ

### 過去の産業
- 明治時代から市の北部一帯では石炭の存在が知られ、宗像炭田と呼ばれる時代があった。明治時代後期から大規模な採掘が始められたが、大規模な石炭生産は1950年代までに終了した[16]。

## 交通

### 鉄道路線
九州旅客鉄道（JR九州）
 鹿児島本線

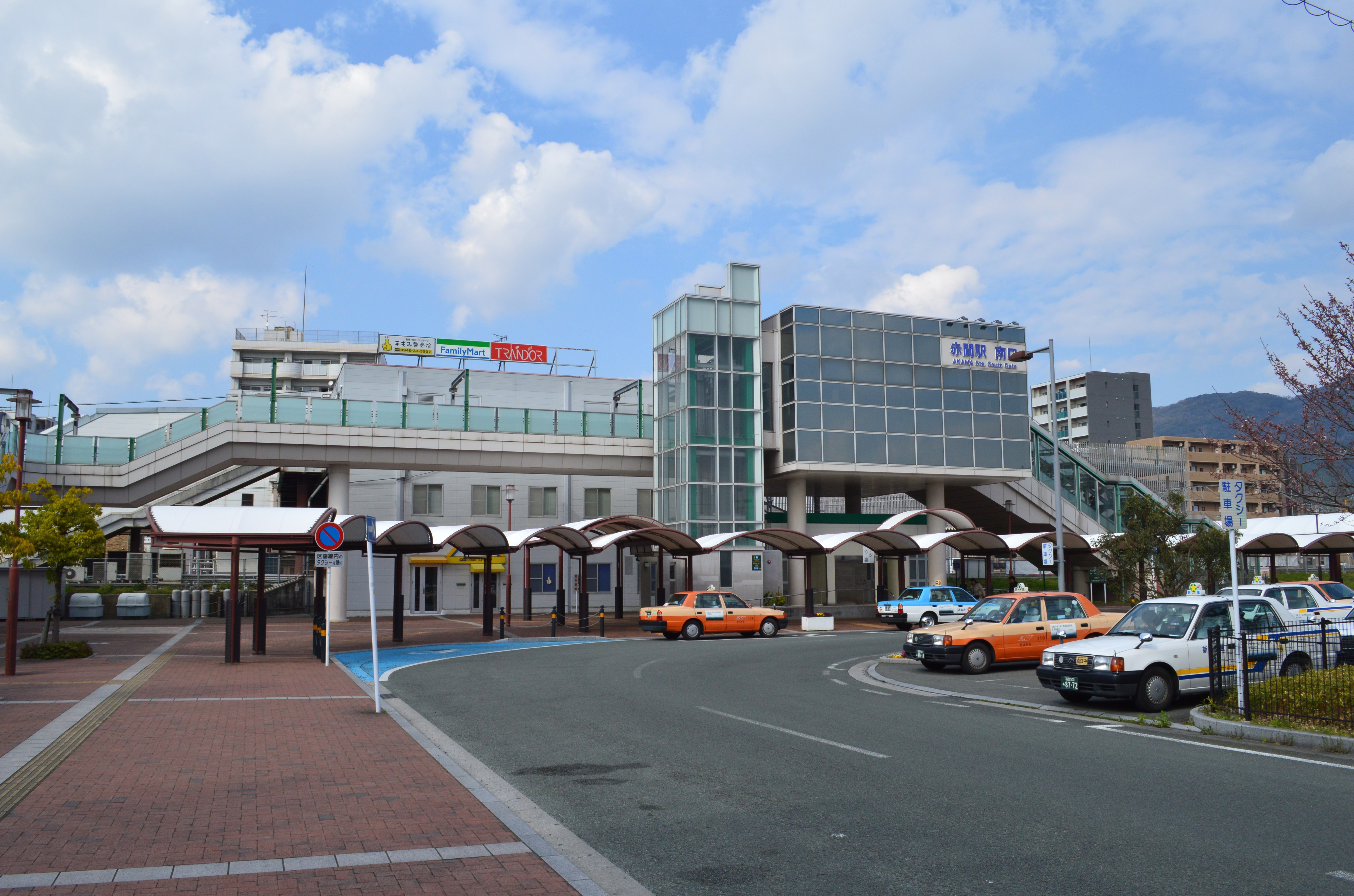
赤間駅

- - 東郷駅 - 赤間駅 - 教育大前駅 -

赤間駅より東郷駅のほうが宗像市役所に近く、JTB時刻表でも東郷駅を中心駅としているが、乗降客数や特急列車の停車本数は赤間駅のほうが多い。

### 空港
市内に空港はないので福岡空港もしくは北九州空港が近い。両空港とも宗像市内との間を直接結ぶ公共交通はない。

### 道路

#### 高速道路
市内に高速道路は通っていない。
基本的には九州自動車道の若宮ICが最寄りインターチェンジとなる。宗像市より西側から市域西部へ行く場合は古賀ICが、宗像市より東側から市域東部へ行く場合は宮田SICや鞍手ICが近い場合もある。

#### 国道
- 国道3号 - もともと岡垣バイパス・宗像バイパスとして建設された区間が現道となり、旧道は国道指定を解除された。
- 国道495号

#### 県道
- 主要地方道
  - 福岡県道29号直方宗像線（宗像市 - 直方市）
  - 福岡県道69号宗像玄海線（宗像市内）
  - 福岡県道75号若宮玄海線（宗像市 - 宮若市）
  - 福岡県道87号岡垣宮田線（岡垣町 - 宮若市）
  - 福岡県道92号宗像篠栗線（宗像市 - 篠栗町）
  - 福岡県道97号福間宗像玄海線（宗像市 - 福津市）
- 一般県道
  - 福岡県道300号岡垣玄海線（宗像市 - 岡垣町）
  - 福岡県道301号遠賀宗像自転車道線（宗像市 - 芦屋町）
  - 福岡県道401号宗像若宮線（宗像市 - 宮若市）
  - 福岡県道463号芹田石丸線（宗像市石丸 - 宮若市芹田）
  - 福岡県道502号玄海田島福間線（宗像市 - 福津市）
  - 福岡県道503号町川原赤間線（宗像市赤間 - 古賀市町川原）
  - 福岡県道512号赤間停車場線（宗像市内）
  - 福岡県道513号東郷停車場線（宗像市内）
  - 福岡県道527号曲須恵線（宗像市内）
  - 福岡県道528号勝浦宗像線（宗像市 - 福津市勝浦）
  - 福岡県道529号田島田熊線（宗像市内）
  - 福岡県道530号畦町村山田線（宗像市村山田 - 福津市畦町）

### 路線バスなど
- 西鉄バス - 西日本鉄道およびグループ会社の西鉄バス宗像・宗像西鉄タクシーが運行する。宗像市内に営業所を置く。宗像市中心部と市北部の海岸部や市南部の住宅地を結ぶ路線、宗像市と福岡市など周辺部を結ぶ路線がある。
  - 宗像市内
  - 福岡市 - 新宮町 - 古賀市 - 福津市 - 宗像市
    - 国道3号線バイパスを経由する赤間急行と、新宮町・古賀市・福津市・宗像市中心部を経由する26A系統がある。

  - 岡垣町 - 宗像市
- ふれあいバス・宗像市コミュニティバス - 主に宗像市内の西鉄バス路線のない地域を運行する。
- のるーと - 日の里地区で運行されるオンデマンドバス。
- 宮若市乗合バス - 宮若・宗像線が赤間地区と宮若市（旧若宮町域）を結んで運行される。2025年4月1日に従来の福津市と宮若市を結ぶ路線のルートを変更して運行開始した。

### 港湾
- 大島港（地方港湾）
- 宗像市営渡船（フェリー・旅客船） - 本土側の神湊と地島ならびに大島を結ぶ航路がある。

## 宗像市を舞台とした作品
- 鐘が岬 - 地唄、道成寺物の派作、座敷舞、歌舞伎舞踊。
- 風の息 - 松本清張の小説。市内の神湊および鐘崎地区が舞台となっている。
- 渡された場面 - 松本清張の小説。市内の織幡神社が舞台となっている。
- まんが日本昔ばなし 釣川の長太郎河童 - 1986年8月30日TBS放送。
- 神様の御用人6 - 浅葉なつの小説。宗像大社、大島、沖ノ島が舞台。

### CM
- 白鶴酒造 白鶴まる - 旧玄海町の鐘崎漁港で撮影。みあれ祭の様子を撮影し、矢崎滋が地元漁師と「まる」のつまみに鯵料理を食べる。放送当初は字幕が「福岡県 玄海町 鐘崎」となっていたが、宗像市への合併から「福岡県 宗像市 鐘崎」に変更された。

### その他
- snow jam (home town version) - 宗像市出身の男性ラッパーRin音の楽曲のミュージック・ビデオ。ウィンター・ソングではあるが、ABEMAの番組内企画として特別版が2021年春に宗像市で撮影され、同年4月16日に公開された[17]。

## 関連人物

### 出身者
- 安部徹（俳優）
- 石松量蔵（牧師）
- 出光佐三（元出光興産社長）
- 出光仁美（演歌歌手）
- 出光万兵衛（海軍軍人）
- 井上正治（漫画家）
- 家入一真（CAMPFIRE (企業)社長）
- 岩渕梢（元九州朝日放送アナウンサー）
- 上田祐介（プロレスラー）
- 上野渉（陸上選手）
- 沖ツ海福雄（元大相撲力士）
- 鐘井裕治（プロ野球選手）
- 金子みゆ（タレント、歌手、元LinQ）
- 樺島亮太（ラグビー選手）
- 神島崇（元プロ野球選手）
- 川瀬徳太郎（牧師）
- 希山愛（ばってん少女隊メンバー）
- 佐藤洋二郎（作家）
- 柴田紳（ネットプロテクションズホールディングス創業者・社長）
- 白澤健児（バレーボール選手）
- センコウ（ET-KINGメンバー）
- TOMZUIN H（音楽プロデューサー、作曲家、編曲家、エレクトロニック音楽演奏家）
- 中村研一（画家）
- 中村琢二（画家）
- 中村瑠衣（歌手）
- 信近エリ（シンガーソングライター）
- 廣瀬雄也（ラグビー選手）
- 広橋公寿（元プロ野球選手）
- 福島史帆実（フェンシング選手）
- 藤田智子 (長崎国際テレビアナウンサー)
- 増田貴紀（バーテンダーアーティスト）
- 吉元伸二（元プロ野球選手）
- Rin音（ラッパー、作詞家、作曲家） - むなかた応援大使。
- 虹組キララ（お笑い芸人、俳優）

### ゆかりのある人物
- 足利尊氏 - 九州に落ち延びた際に、宗像大社で必勝祈願をし、鎧を奉納する。
- 宗祇 - 九州に来た際に訪れている。
- 豊臣秀吉 - 九州征伐の際に、蔦ヶ嶽城に宿泊し、宗像氏断絶後の指示をする。
- 小早川隆景 - 南郷区大穂の宗生寺に墓所がある。
- 三条実美 - 西遷の際に、赤間宿に滞在する。
- 西郷隆盛・高杉晋作 - 三条実美に会うために、赤間宿を訪れる。
- 早川勇 - 西遷の際に三条実美らを案内し、西郷、高杉、中岡慎太郎らとの会談を実現させる。後に元老院大書記官を勤める。
- 東郷平八郎 - 日露戦争の際に、宗像大社で必勝祈願をする。
- 渡辺具能・楢崎欣弥-宗像市を選挙区としていた。
- マハティール・ビン・モハマド - 2004年以降ほぼ毎年、赤間グローバルアリーナにて講演をしている。
- 安倍晋太郎 - 祖先・安倍宗任の墓が筑前大島にある。
- 吉村作治 - 沖ノ島世界遺産化運動の第一人者。
- 武田鉄矢 - 福岡教育大学聴覚専攻中退。
- 宮内秀樹 - 宗像市を選挙区としている。
- 越本隆志 - 宗像ユリックスを中心に試合を展開、宗像青年会議所会員。
- ばってん少女隊 - 宗像市観光大使を2016年から務めている。
- 植木豪 - ダンサー、歌手、演出家。
- アン・クレシーニ - 言語学者（海外語学研修・言語学）で北九州市立大学基盤教育センターひびきの分室准教授。作家、コラムニスト、ブロガー、コメンテーター、YouTuber。宗像市在住。むなかた応援大使。

## 市内に支局があるマスコミ
- LiV フリーペーパーマガジン（赤間）
- 読売新聞宗像通信局（日の里）
- 朝日新聞福岡本部宗像駐在（田熊）
- 西日本新聞宗像支局（東郷）
- 毎日新聞福岡東支局（田熊）